# Římskokatolická farnost Budišov nad Budišovkou
Římskokatolická farnost Budišov nad Budišovkou je územní společenství římských katolíků s farním kostelem Nanebevzetí Panny Marie ve Budišově nad Budišovkou.

## Kostely a kaple na území farnosti
- Kostel Nanebevzetí Panny Marie ve Budišově nad Budišovkou
- Kostel svatého Jakuba Většího v Guntramovicích[1]
- Kostel Nejsvětější Trojice ve Svatoňovicích
- Kostel Navštívení Panny Marie ve Starých Oldřůvkách
- Kaple svatého Jana Nepomuckého na Červené Hoře

Farní úřad sídlící na adrese Halaškovo náměstí 1, 747 87 Budišov nad Budišovkou náleží pod děkanát Opava. V letech 2006–2007 byla provedena fary.